# Nettleton, Mississippi
Nettleton är en ort i Lee County i delstaten Mississippi, USA.